# Mezinárodní poznávací značka

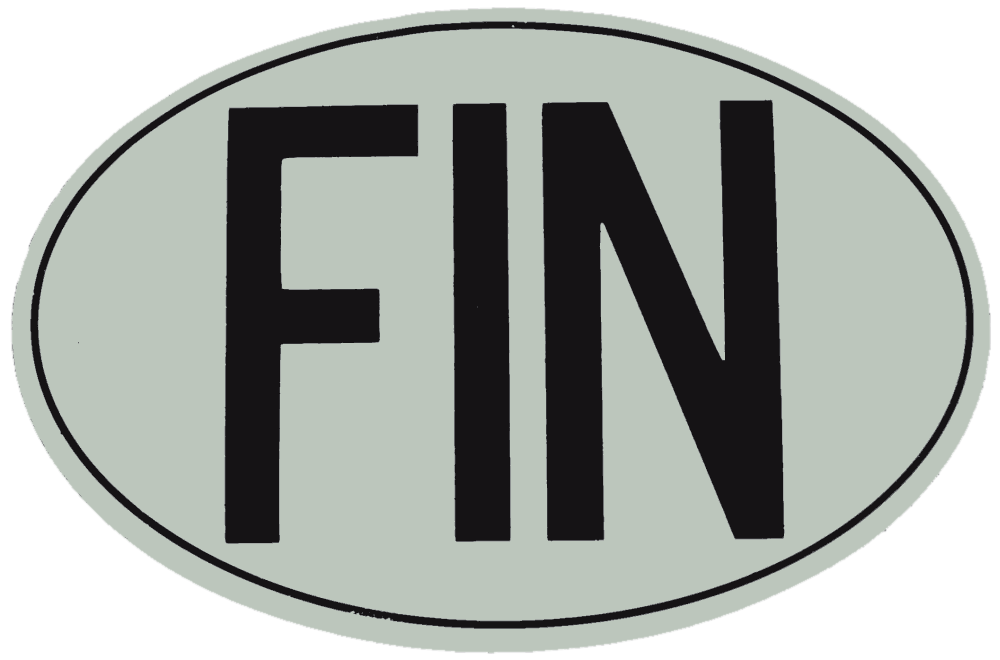
Mezinárodní poznávací značka ve tvaru elipsy; MPZ Finska

Rozlišovací značka státu (termín dle § 30 vyhlášky č. 343/2014 Sb.), mezinárodní rozlišovací značka (dle § 38 zákona číslo 56/2001 Sb.) neboli mezinárodní poznávací značka (MPZ, starší československý termín) je označení státu, ve kterém bylo dané motorové vozidlo registrováno. Je doplňkem státní poznávací značky silničního motorového vozidla nebo jeho přípojného vozidla (registrační značky), která nemá mezinárodně zaručenu unikátnost a teprve v kombinaci s MPZ zaručuje jednoznačnou identifikaci libovolného vozidla na celém světě.
Každému státu byla v rámci OSN přidělena rozlišovací značka státu, která se skládá z jednoho až čtyř písmen. Tato písmena musí být vyznačena na vozidle černou barvou na bílém podkladu ve tvaru elipsy. Rozlišovací značka státu může mít různé provedení např. tvar eliptická tabulka z kovu nebo přilepená samolepka tvaru elipsy nebo jí může být také grafické vyznačení barvami (bílá, černá) na karoserii vozidla. Rozlišovací značka státu se umisťuje vždy na zadní část vozidla. Rozlišovací značka České republiky je CZ.
Tabulka mezinárodní poznávací značky je na vozidle připevněna poblíž registrační tabulky. Má tvar bílé elipsy (o rozměrech minimálně 175 × 115 mm), na které je černými písmeny (o výšce nejméně 80 mm) označení státu. Provedení a umístění MPZ upravuje vyhláška Ministerstva dopravy a spojů č. 243/2001 Sb, ve znění pozdějších předpisů, § 25.

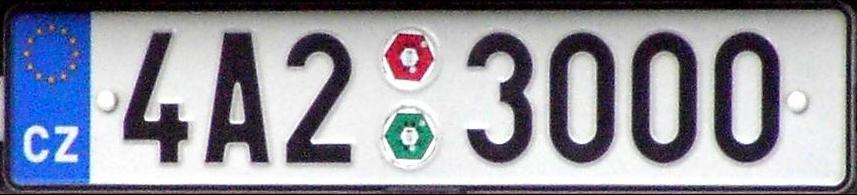
Česká státní poznávací značka s pruhem pro auta EU; A = Praha

V rámci Evropské unie nemusí být mezinárodní rozlišovací značka členských států umístěna na vozidle, pokud je vozidlo vybaveno registrační značkou s modrým pruhem Evropské unie vydanou správními orgány.